# One-X
One-X je druhé studiové album kanadské rockové kapely Three Days Grace, které vyšlo 13. června 2006 jako jejich jediné album pod vydavatelstvím Sony BMG, nástupcem původní společnosti Sony Music Entertainment a Bertelsmann Music Group. Sony BMG bylo v roce 2008 zrušen, což vedlo k tomu, že podíl Bertelsmannu v Sony BMG se vrátil zpět k Sony. Album produkoval Howard Benson a je to první album kapely nahrané jako kvarteto, protože se k ní připojil Barry Stock a převzal roli hlavního kytaristy od zpěváka Adama Gontiera.

## Seznam skladeb
| Pořadí         | Název                 | Délka |
| -------------- | --------------------- | ----- |
| 1.             | It's All Over         | 4:09  |
| 2.             | Pain                  | 3:23  |
| 3.             | Animal I Have Become" | 3:51  |
| 4.             | Never Too Late        | 3:29  |
| 5.             | On My Own             | 3:06  |
| 6.             | Riot                  | 3:28  |
| 7.             | Get Out Alive         | 4:22  |
| 8.             | Let It Die            | 3:09  |
| 9.             | Over and Over         | 3:12  |
| 10.            | Time of Dying         | 3:08  |
| 11.            | Gone Forever          | 3:41  |
| 12.            | One-X                 | 4:46  |
| Celková délka: | Celková délka:        | 43:44 |

## Obsazení

### Three Days Grace
- Adam Gontier – zpěv, rytmická kytara
- Neil Sanderson – bicí, doprovodné vokály
- Brad Walst – basová kytara
- Barry Stock – sólová kytara

### Ostatní hudebníci
- Ned Brower – doprovodné vokály
- Taylor Locke – doprovodné vokály

## Ohlasy
One-X byl úspěšný jak u kritiků, tak i komerčně, získal stříbrnou certifikaci ve Velké Británii, zlatou v Dánsku a na Novém Zélandu, platinovou v Polsku a trojnásobnou platinovou v Kanadě a Spojených státech, což z něj činí mezinárodně nejúspěšnější album kapely z hlediska prodeje.